# Лука Тоулумні
Лу́ка Тоулу́мні (англ. Tuolumne Meadows) — фрагмент долини річки Тоулумні в східній частині Національного парку Йосеміті (Каліфорнія, США). Розташована на висоті 2627 м.
| США | Це незавершена стаття з географії США. Ви можете допомогти проєкту, виправивши або дописавши її. |